# 威河畔羅斯
威河畔羅斯（英語：Ross-on-Wye，威爾斯語：Rhosan ar Wy），是英格蘭禧福郡東南部的一個小集鎮，位於威河畔，鄰近威爾斯，也位於狄恩森林的邊緣。依據2001年英國人口普查，全鎮人口10,089人。